# ISO 639-1
ISO 639-1 és la primera part de l'estàndard tècnic ISO 639. Consisteix en 136 codis de dues lletres usats per identificar els idiomes principals del món. Aquests codis són una taquigrafia internacional molt útil per indicar idiomes. Per exemple:
- El català està representat per ca
- L'alemany està representat per de (de l'endònim Deutsch)
- El japonès està representat per ja (tot i que el seu endònim és Nihongo)

La llista de codis ISO 639-1 va arribar a ser una norma oficial el 2002, però ha existit en format esborrany anys enrere. L'últim codi afegit va ser ht, representant el crioll haitià el 26 de febrer de 2003. L'ús de la norma va ser ben considerat per IETF language tags, introduït per RFC 1766 al març de 1995, i continuat per RFC 3066 el gener de 2001 i per RFC 4646 al setembre de 2006.
No s'afegeixen nous codis ISO 639-1 a les llengües que tinguin codi ISO 639-2 propi. Els sistemes que usen codis ISO 639-1 i 639-2 amb codi 639-1 preferit, no han de canviar els seus codis.
Si s'usa un codi ISO 639-2 que cobreix un grup de llengües, es pot tornar obsolet per a un codi ISO 639-1 per a algunes dades.

## Llista
Seguidament, la llista de llengües ordenades alfabèticament seguint l'estàndard ISO 639-1:
| aa  | àfar                                         |
| ab  | abkhaz                                       |
| ace | atjeh, atjehnès o atjenès                    |
| ae  | avèstic                                      |
| af  | afrikaans                                    |
| ak  | àkan                                         |
| am  | amhàric                                      |
| an  | aragonès                                     |
| ar  | àrab                                         |
| as  | assamès                                      |
| av  | àvar                                         |
| ay  | aimara                                       |
| az  | àzeri                                        |
| ba  | baixkir                                      |
| be  | belarús                                      |
| bg  | búlgar                                       |
| bh  | bihari                                       |
| bi  | bislama                                      |
| bm  | bambara                                      |
| bn  | bengalí                                      |
| bo  | tibetà                                       |
| br  | bretó                                        |
| bs  | serbocroat                                   |
| ca  | català                                       |
| ce  | txetxè                                       |
| ch  | chamorro                                     |
| co  | cors                                         |
| cr  | cree                                         |
| cs  | txec                                         |
| cu  | antic eslavònic                              |
| cv  | txuvaix                                      |
| cy  | gal·lès                                      |
| da  | danès                                        |
| de  | alemany                                      |
| dv  | divehi                                       |
| dz  | dzongka                                      |
| ee  | ewe                                          |
| el  | grec modern                                  |
| en  | anglès                                       |
| eo  | esperanto                                    |
| es  | castellà                                     |
| et  | estonià                                      |
| eu  | basc o èuscar                                |
| fa  | persa                                        |
| ff  | ful                                          |
| fi  | finès o finlandès                            |
| fj  | fijià                                        |
| fo  | feroès                                       |
| fr  | francès                                      |
| fy  | frisó                                        |
| ga  | irlandès o gaèlic irlandès                   |
| gd  | gaèlic escocès o gaèlic                      |
| gl  | gallec                                       |
| gn  | guaraní                                      |
| gu  | gujarati                                     |
| gv  | manx o gaèlic manx                           |
| ha  | haussa                                       |
| he  | hebreu                                       |
| hi  | hindi                                        |
| ho  | motu o hiri motu                             |
| hr  | serbocroat                                   |
| ht  | haitià o crioll haitià                       |
| hu  | hongarès                                     |
| hy  | armeni                                       |
| hz  | herero                                       |
| ia  | interlingua (llengua auxiliar internacional) |
| id  | indonesi o bahasa indonesia o malai          |
| ie  | interllengua                                 |
| ig  | igbo o ibo                                   |
| ii  | Idioma yi                                    |
| ik  | esquimal o èsquim o inuit o inupiaq          |
| io  | esperanto o ido                              |
| is  | islandès                                     |
| it  | italià                                       |
| iu  | esquimal o èsquim o inuit o inuktitut        |
| ja  | japonès                                      |
| jv  | javanès                                      |
| ka  | georgià                                      |
| kg  | Koongo                                       |
| ki  | kikuiu                                       |
| kj  | kwanyama                                     |
| kk  | kazakh                                       |
| kl  | esquimal o èsquim o inuit o kalaallisut      |
| km  | khmer                                        |
| kn  | kannada                                      |
| ko  | coreà                                        |
| kr  | kanuri                                       |
| ks  | caixmiri                                     |
| ku  | kurd                                         |
| kv  | korni                                        |
| kw  | còrnic                                       |
| ky  | kirguís                                      |
| la  | llatí                                        |
| lb  | luxemburguès o alt alemany inferior          |
| lg  | ganda                                        |
| li  | limburguès o flamenc o neerlandès            |
| ln  | lingala                                      |
| lo  | lao o laosià                                 |
| lt  | lituà                                        |
| lu  | luba                                         |
| lv  | letó                                         |
| mg  | malgaix                                      |
| mh  | marshallès                                   |
| mi  | maori                                        |
| mk  | macedònic                                    |
| ml  | malaialam                                    |
| mn  | mongol o khalkha                             |
| mo  | moldau                                       |
| mr  | marathi                                      |
| ms  | malai                                        |
| mt  | maltès                                       |
| my  | birmà                                        |
| na  | nauruà                                       |
| nb  | noruec o bokmål o bokmål noruec o riksmål    |
| nd  | ndebele del nord                             |
| ne  | nepalès                                      |
| ng  | ovambo o ndonga                              |
| nl  | neerlandès o flamenc o holandès              |
| nn  | noruec nynorsk                               |
| no  | noruec                                       |
| nr  | ndebele del sud                              |
| nv  | navaho                                       |
| ny  | nyanga o chewa                               |
| oc  | occità o llengua d'oc                        |
| oj  | idioma ojibwa                                |
| om  | oromo                                        |
| or  | oriya                                        |
| os  | osset                                        |
| pa  | panjabi                                      |
| pi  | pali                                         |
| pl  | polonès                                      |
| ps  | paixtu                                       |
| pt  | portuguès                                    |
| qu  | quítxua                                      |
| rm  | retoromànic                                  |
| rn  | rundi                                        |
| ro  | romanès                                      |
| ru  | rus                                          |
| rw  | ruanda                                       |
| sa  | sànscrit                                     |
| sc  | sard                                         |
| sd  | sindhi                                       |
| se  | sami o saami o sàmic                         |
| sg  | sango                                        |
| sh  | serbocroat                                   |
| si  | singalès                                     |
| sk  | eslovac                                      |
| sl  | eslovè o eslovènic                           |
| sm  | samoà                                        |
| sn  | shona                                        |
| so  | somali                                       |
| sq  | albanès                                      |
| sr  | serbi                                        |
| ss  | swazi                                        |
| st  | sotho del sud                                |
| su  | sondanès                                     |
| sv  | suec                                         |
| sw  | suahili                                      |
| ta  | tàmil                                        |
| te  | telugu                                       |
| tg  | tadjik                                       |
| th  | tailandès                                    |
| ti  | tigrinya                                     |
| tk  | turcman                                      |
| tl  | tagàlog                                      |
| tn  | tswana                                       |
| to  | tongalès                                     |
| tr  | turc                                         |
| ts  | tsonga                                       |
| tw  | twi                                          |
| ty  | tahitià                                      |
| ug  | uigur                                        |
| uk  | ucraïnès                                     |
| ur  | urdú                                         |
| uz  | uzbek                                        |
| ve  | venda                                        |
| vi  | annamita o vietnamita                        |
| vo  | volapük                                      |
| wa  | való                                         |
| wo  | wòlof                                        |
| xh  | xosa                                         |
| yi  | judeoalemany o jiddisch                      |
| yo  | ioruba                                       |
| za  | zhuang                                       |
| zh  | xinès                                        |
| zu  | zulu                                         |